# Le sorelle perfette
Le sorelle perfette (Sisters) è un film del 2015 diretto da Jason Moore, con protagoniste Tina Fey e Amy Poehler.

## Trama
Katie e Maura sono due sorelle che oramai vivono lontano dai genitori. Un giorno questi ultimi chiamano Maura che vive a Atlanta e le dicono che vogliono vendere la loro casa. Le due sorelle tornano alla città natale Orlando, ma per impedire la vendita della casa decidono di organizzare una festa con i loro vecchi compagni di liceo. Da questa festa nasce una vera e propria avventura.

## Produzione
Le riprese del film, inizialmente intitolato The Nest, sono cominciate il 9 giugno 2014 a White Plains, New York, e sono proseguite fino a fine luglio.

## Promozione
Il primo trailer è stato pubblicato online il 15 luglio 2015, anche in italiano.

## Distribuzione
Il film è uscito nelle sale statunitensi il 18 dicembre 2015 mentre in quelle italiane il 4 agosto 2016.